# Blood Warriors
Palmarès
voir ici
Blood Warriors était un clan de catcheurs appartenant à la Dragon Gate, une fédération de catch japonaise, fondée le 13 octobre 2010.

## Carrière

### Formation et Naruki Doi leader du clan (2010-2011)
Le 14 janvier 2011, CIMA et les WARRIORS effectuent un Heel Turn, avec le reste des Warriors, se révélant être les Metal Warriors qui s'interposaient dans les matches et attaque Masato Yoshino et World-1, et unissent leurs forces avec le groupe de Naruki Doi.

### Poursuite des championnats, CIMA leader du clan et rivalité avec Junction Three (2011)
Le 10 février, Cima, Naruki Doi et Gamma battent les représentants de la World-1, Masato Yoshino, BxB Hulk et Susumu Yokosuka dans un match par équipe à six hommes et par conséquent, PAC est contraint de quitter World-1 et rejoint les Blood Warriors. Cependant, Ricochet bloque le mouvement comme il sentait que lui, et non PAC, est le Top High Flyer dans le monde et le défie à un match pour son Open the Brave Gate Championship.
Lors du show Open The Ultimate Gate 2011 de la  Dragon Gate USA, Austin Aries se retourne contre Chuck Taylor, Johnny Gargano et Rich Swann le trio appelé collectivement Ronin et rejoint le groupe, affirmant avoir trouvé son objectif sous la direction de CIMA. Le 15 mai, le reste des Blood Warriors attaquent Dragon Kid et l'expulse du groupe, malgré le fait qu'il était encore Open the Triangle Gate Champions avec CIMA et Ricochet et est remplacé par Tomahawk T.T. et en conséquence, le titre est déclaré vacant.
Le 19 novembre, Ricochet bat PAC et remporte le Open the Brave Gate Championship.
Lors de Final Gate 2011, CIMA bat Masaaki Mochizuki et remporte le Open the Dream Gate Championship pour la troisième fois.

### Dissolution, Akira Tozawa leader du clan et fin de la rivalité avec Junction Three (2011-2012)
Le 1er mars, Akira Tozawa décide de rebaptiser le groupe, l'appelant Mad Blankey.

## Palmarès
- Dragon Gate
  - 1 fois Open the Dream Gate Championship – CIMA
  - 1 fois Open The Brave Gate Championship – Ricochet
  - 1 fois Blood Warriors Authorized Open The Brave Gate Championship – Naoki Tanizaki
  - 2 fois Open The Owarai Gate Championship – CIMA (1), Naoki Tanizaki (1)
  - 4 fois Open the Twin Gate Championship – Naruki Doi et Gamma (1), Genki Horiguchi et Ryo Saito (1), CIMA et Ricochet (1), Akira Tozawa et BxB Hulk (1)
  - 3 fois Open the Triangle Gate Championship – Naoki Tanizaki, Takuya Sugawara et Yasushi Kanda (1) Cima, Dragon Kid et Ricochet (1) Kzy, Naoki Tanizaki et Naruki Doi (1)

- Dragon Gate USA
  - 1 fois Open The United Gate Championship – CIMA et Ricochet